# Championnat de Belgique de rugby à XV 2020-2021
Navigation
Championnat 2019-2020 Championnat 2021-2022
Le championnat de Belgique de rugby à XV 2020-2021 oppose les dix meilleures équipes belges de rugby à XV.

## Liste des équipes en compétition
| Kituro Dendermonde Soignies La Hulpe Ottignies Waterloo Boitsfort Oudenaarde Liège Frameries |

Le Championnat 2020-2021 se termine sur une saison blanche dû aux retours des mesure sanitaires. Aucun changement dans les équipes pour la prochaine saison.
| Équipes             | Ville               |
| ------------------- | ------------------- |
| ASUB Rugby Waterloo | Waterloo            |
| Boitsfort RC        | Watermael-Boitsfort |
| Rugby Oudenaarde    | Oudenaarde          |
| RC La Hulpe         | La Hulpe            |
| Dendermondse RC     | Termonde            |
| Kituro RC           | Schaerbeek          |
| RC Soignies         | Soignies            |
| Ottignies RC        | Ottignies           |
| RFC Liège           | Liège               |
| RC Frameries        | Frameries           |